# Yakovlev Yak-3
Yakovlev Yak-3 (tiếng Nga: Як-3) là một máy bay chiến đấu của Liên Xô trong Chiến tranh thế giới II, nó là một trong những máy bay chiến đấu tốt nhất trong chiến tranh. Đây là một máy bay chiến đấu với kích thước nhỏ, rất cơ động, và được các phi công tham chiến đánh giá cao trong suốt cuộc chiến, Yak-3 có tỷ số công suất - trọng lượng lớn đã tạo ra một hiệu suất bay hoàn hảo.

## Thiết kế và phát triển

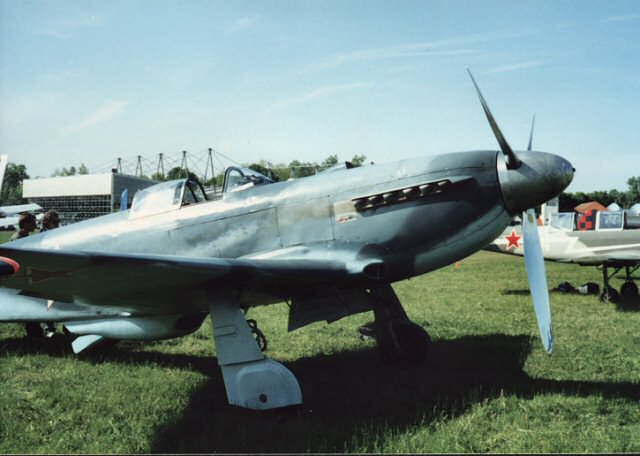
Yakovlev Yak-3 (bản sao)

Việc thiết kế chế tạo Yak-3 được xem xét trở lại vào năm 1941, khi chiếc máy bay nguyên mẫu I-30 được đưa ra cùng với I-26 như một thiết kế thay thế cho chiếc Yak-1. I-30 có một động cơ Klimov M-105P, được chế tạo hoàn toàn bằng kim loại, sử dụng một cánh với góc nhị diện ở những cạnh phía ngoài. Cũng như bản thiết kế ban đầu của Yak-1, nó có một pháo ShVAK 20 mm ở trục quay cánh quạt và 2 khẩu súng máy ShKAS 7.62 mm ở mũi, nhưng nó cũng có thể được thay thế bằng pháo ShVAK ở mỗi cánh. Đầu tiên 2 mẫu thử nghiệm có cánh được cấu tạo từ những tấm gỗ mỏng để nâng cao quá trình đặc điểm điều khiển và hoạt động trong chiến trường nhỏ hẹp, trong khi mẫu thứ 2 có một cánh làm bằng gỗ không có những thanh gỗ mỏng, để đơn giản hóa sự sản xuất. Mẫu thứ 2 đã gặp tai nạn trong thời gian thử nghiệm bay và bị xóa bỏ. Dù có những kế hoạch để đưa Yak-3 vào sản xuất, nhưng sự khan hiếm của nhôm và sức ép xâm lược của Đức quốc xã đã dẫn tới việc hủy bỏ những công việc liên quan đến chiếc Yak-3 vào cuối năm 1941.
Vào năm 1943, Yakovlev đã thiết kế ra Yak-1M, là một phiên bản nhỏ và nhanh hơn của Yak-1. Mẫu thử nghiệm thứ hai của Yak-1M đã được chế tạo vào năm sau đó, khác với chiếc đầu tiên là nó sử dụng gỗ dán để bao bọc ở phần phía sau của thân máy bay, nó không có cột anten radio, gương phản xạ, nâng cấp lớp giáp và hệ thống làm mát động cơ. Phi công lái thử nghiệm chính cho dự án là Piotr Mikhailovich Stefanovskiy đã có dấu ấn với loại máy bay mới, và ông ta đã khuyến cáo rằng nó cần thay thế hoàn toàn cho Yak-1 và Yak-7, chỉ Yak-9 là có thể giữ lại sản xuất cho công việc tương lai với động cơ Klimov VK-107. Máy bay chiến đấu mới, có tên gọi chính thức là Yak-3 bắt đầu hoạt động vào năm 1944, so với Yak-9 nó có số lượng sản xuất thấp hơn. Tổng cộng có 4.848 chiếc đã được chế tạo.
Tên gọi Yak-3 cũng được sử dụng cho một dự án khác của Yakovlev - một kế hoạch nhưng nó không bao giờ được xây dựng, đó là máy bay chiến đấu hạng nặng 2 động cơ và Yakovlev Yak-7A.

## Lịch sử hoạt động

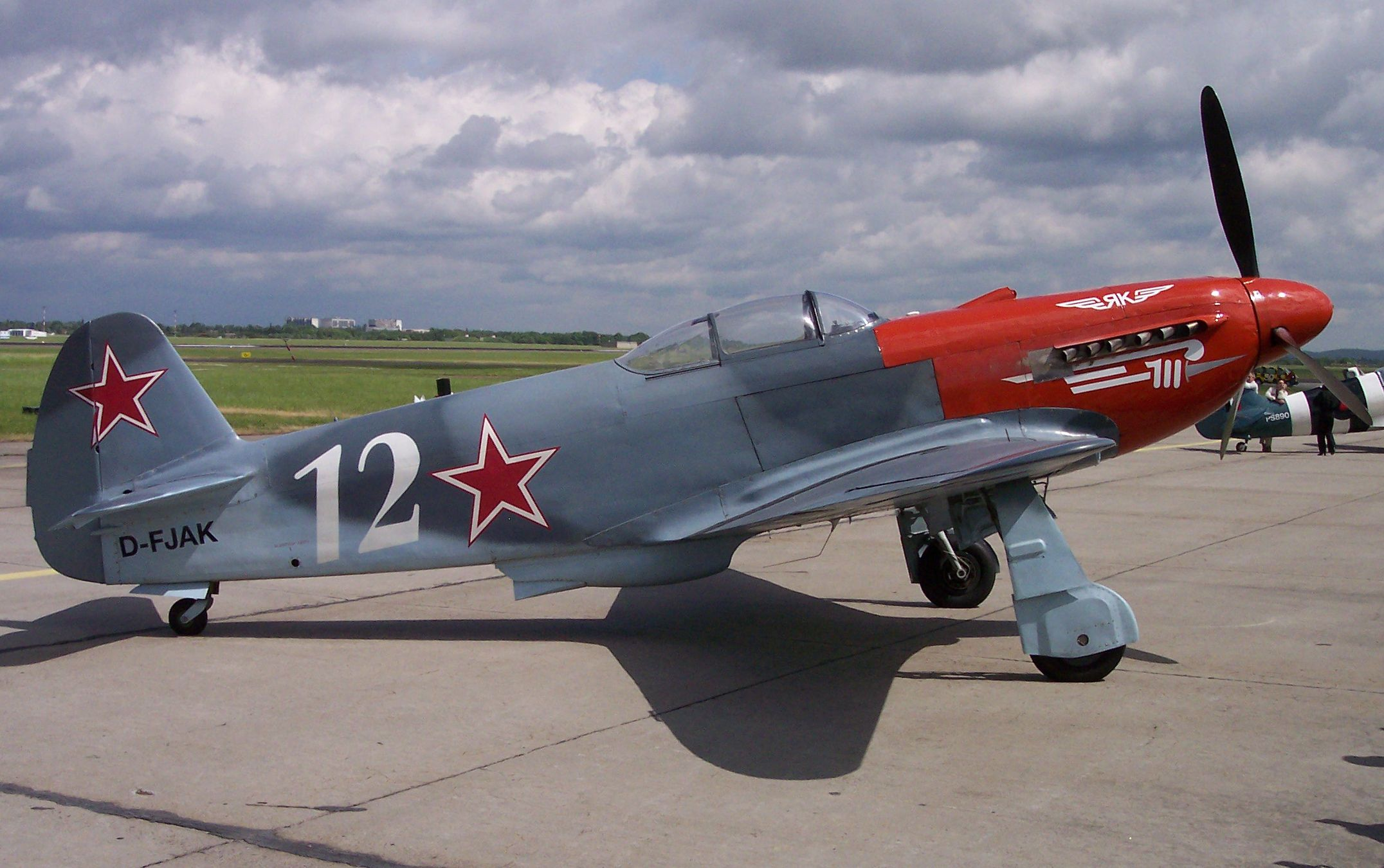
Yak-3M không quân Xô viết

Nhanh hơn và nhỏ hơn so với Yak-9 nhưng lại cùng trang bị một loại động cơ, Yak-3 là một máy bay nhanh nhẹn trong các trận không chiến hỗn loạn, nó rất dễ điều khiển cho cả phi công mới và phi công kỳ cựu. Sau những trận không chiến đầu tiên, các phi công rút ra kinh nghiệm để đánh máy bay của Đức quốc xã ở độ cao thấp hơn 5.000 m (16.400 ft). Nó có thể bay lộn vòng với Focke-Wulf Fw 190 và nhịp độ quay của nó cao hơn nhiều so với máy bay của Đức; nó bay một vòng tròn hoàn chỉnh trong 18.6 giây. Đa phần những chiếc Yak-3 trang bị kiểu động cơ Klimov M-105 PF-2, gần như là sự phát triển cuối cùng của kiểu động cơ Klimov M-105 nổi tiếng. Hai hạn chế lớn nhất của nó là tầm hoạt động ngắn và các tấm gỗ dán ở thân và cánh máy bay có xu hướng bong ra khi máy bay chịu gia tốc G lớn. Hệ thống ống khí nén để gạt cần hạ cánh, những cánh phụ chỉnh hướng ở mép cánh chính và phanh, điển hình cho mọi máy bay chiến đấu của Yakovlev trong thời gian này, nó cũng ít tin cậy hơn hệ thống thủy lực hay điện, nhưng nó đã được dùng trong các thiết kế của Yakovlev là do khả năng tiết kiệm trọng lượng của hệ thống này. 197 chiếc Yak-3 đầu tiên được trang bị với 1 pháo ShVAK 20 mm và 1 súng máy UBS 12.7 mm, với những thiết kế sau được trang bị thêm một súng UBS thứ 2, sử dụng đạn nổ.

## Các phiên bản

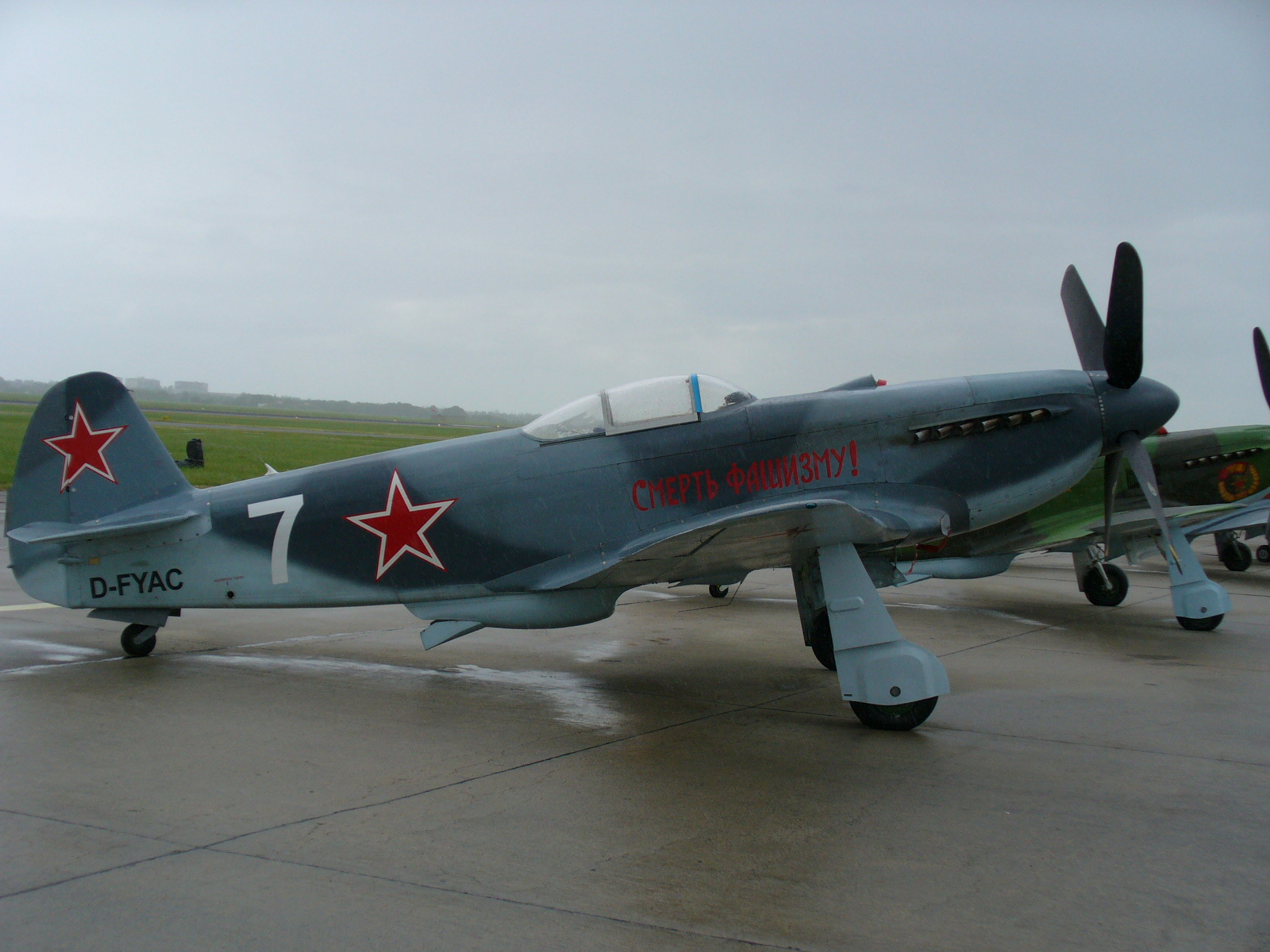
Yak-3 trong triển lãm hàng không ILA2006

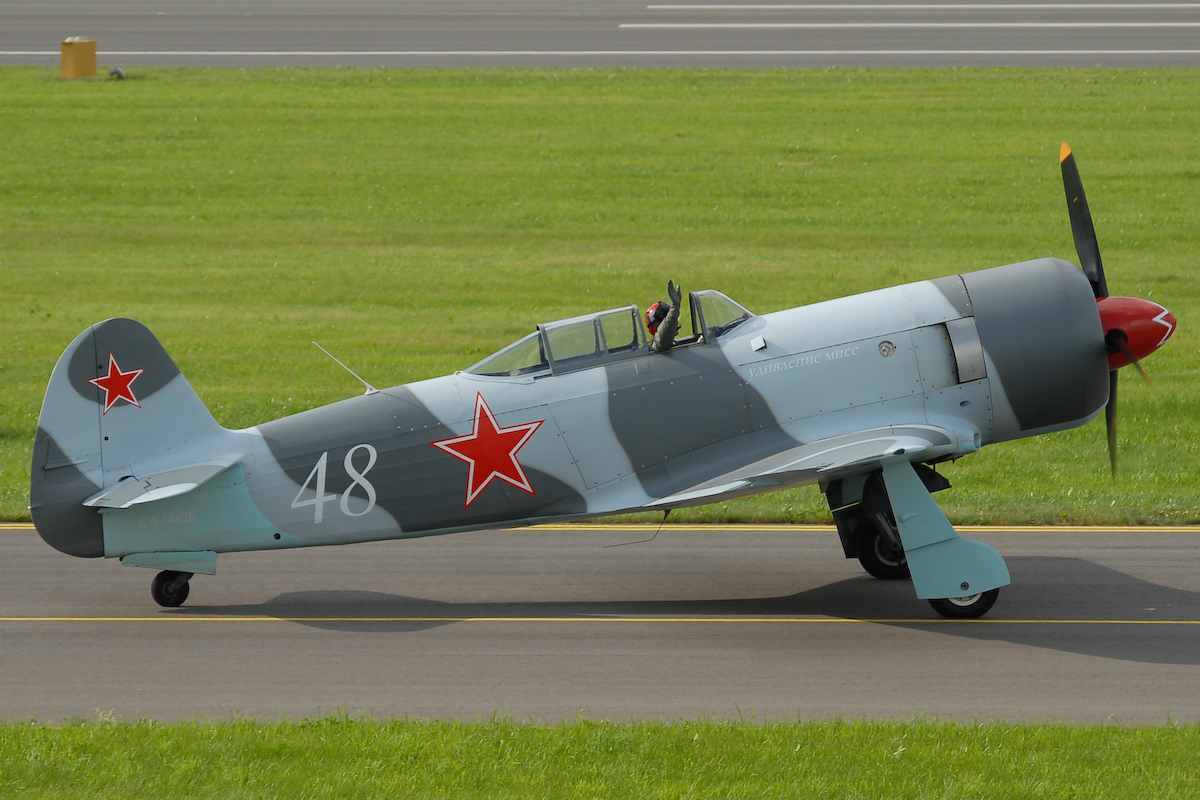
Yakovlev Yak-3UA bản sao với động cơ Pratt & Whitney R-1830 bố trí hình tròn

- Yak-3 - phiên bản sản xuất chủ yếu.
- Yak-3 (VK-107A) - trang bị một đông cơ Klimov VK-107A công suất 1.230 kW (1.650 hp) và 2x pháo Berezin B-20 20 mm với 120 viên đạn mỗi pháo. Sau một vài mẫu thử nghiệm có cấu trúc hỗn hợp, 48 chiếc làm hoàn toàn bằng kim loại đã được chế tạo trong những năm 1945-1946. Mặc dù với hiệu suất bay hoàn hảo (720 km/h (447 mph) trên độ cao 5.750 m (18.860 ft)), những động cơ VK-107 lại bị nóng khi hoạt động quá mức, và điều này đã được khắc phục trên động cơ của Yak-9.
- Yak-3 (VK-108) - đây là phiên bản Yak-3 (VK-107A) được thay đổi một số tính năng với đông cơ VK-108 công suất 1.380 kW (1.850 hp), dược vũ trang bằng một pháo 23 mm Nudelman-Suranov NS-23 có 60 viên đạn. Phiên bản này đạt đến tốc độ 745 km/h (463 mph) trên độ cao 6.290 m (20.630 ft) trong khi thử nghiệm cho động cơ chạy tải tối đa. Một phiên bản Yak-3 khác với 2 pháo 20 mm Berezin B-20 cũng được chế tạo với động cơ tương tự và đạt được kết quả tương tự.
- Yak-3K - phiên bản diệt xe tăng với một khẩu pháo 45 mm Nudelman-Suranov NS-45, chỉ một vài chiếc được chế tạo vì Yak-9K được trang bị vũ khí tốt hơn.
- Yak-3P - được sản xuất từ tháng 4 1945 đến giữa năm 1946, được trang bị 3 khẩu pháo 20 mm Berezin B-20 với 120 viên đạn chhi khẩu ở giữa và 130 viên cho mỗi khẩu ở 2 bên. Với 3 khẩu pháo được nạp đầy đủ cơ số đạn dược nặng khoảng 11 kg (24 lb) nhẹ hơn phiên bản tiêu chuẩn Yak-3. Việc sản xuất được bắt đầu vào tháng 8-1945, có 596 chiếc được chế tạo.
- Yak-3PD - phiên bản máy bay đánh chặn trên cao với động cơ Klimov VK-105PD và một khẩu pháo 23 mm Nudelman-Suranov NS-23 với 60 viên đạn, nó đạt đến độ cao 13.300 m (43.625 ft) trong thử nghiệm nhưng không được đưa vào sản xuất do sự thiếu tin cậy của động cơ.

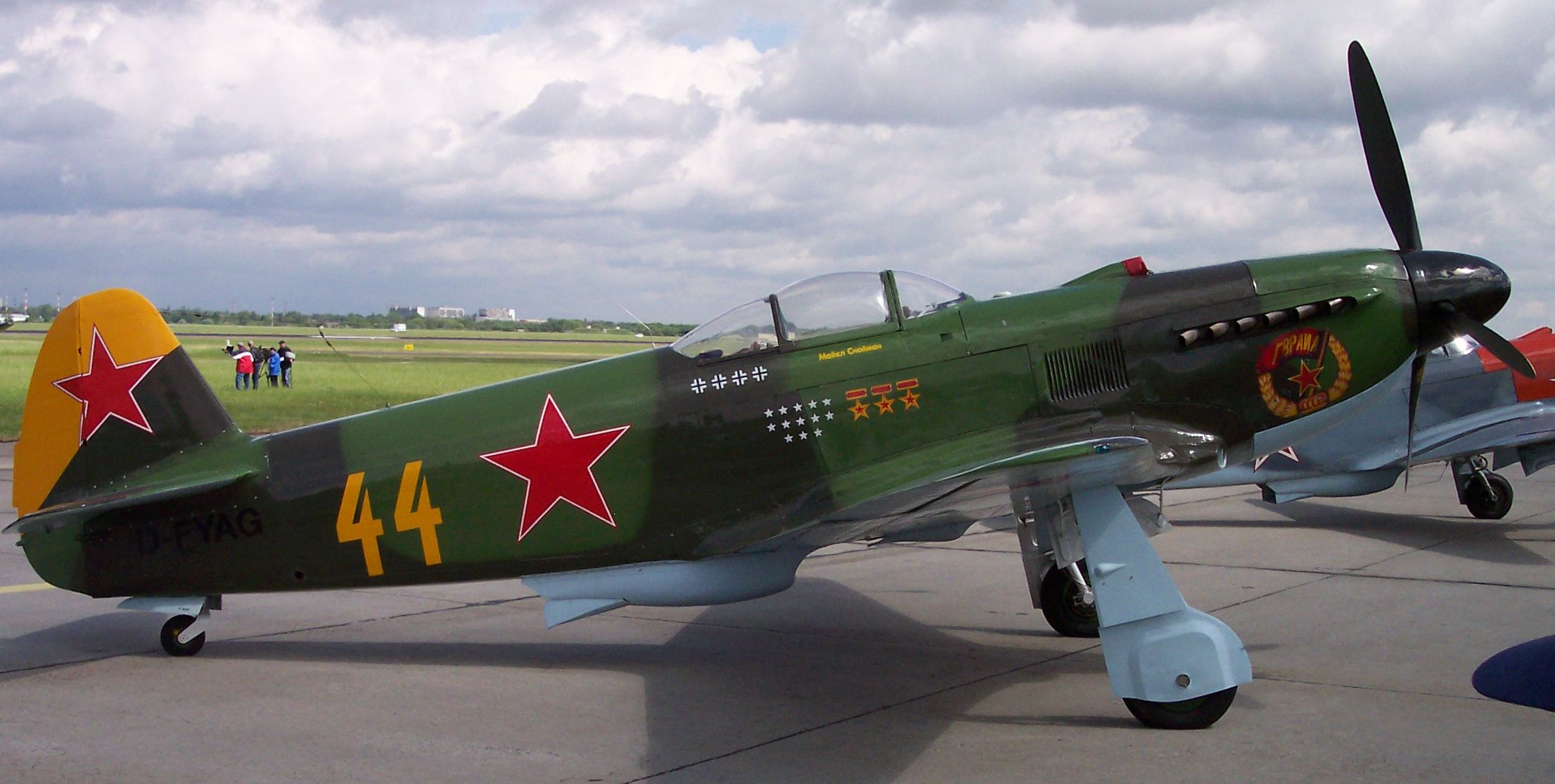
Yak-3M

- Yak-3RD (Yak-3D) - máy bay thực nghiệm với một động cơ rocket nhiên liệu lỏng phụGlushko RD-1 với lực đẩy 2,9 kN (650 lbf) trong phần đuôi đã được sửa chữa ngoài động cơ chính, được trang bị một pháo 23 mm Nudelman-Suranov NS-23 với 60 viên đanh. Vào 11 tháng 5 năm 1945, nó đạt đến tốc độ 782 km/h (485 mph) trên độ cao 7.800 m (25.585 ft). Trong ngày thử nghiệm 16 tháng 8, 2 chiếc máy bay đã đâm vào nhay mà không rõ nguyên nhân, giết chết phi công thử nghiệm V.L. Rastorguev. Cũng như mọi dự án giống như nó vào cùng thời điểm, dự án này đã bị hủy bỏ để nghiên cứu vào động cơ phản lực.
- Yak-3T - phiên bản diệt xe tăng trang bị 1 pháo 37 mm Nudelman N-37 với 25 viên đạn và 2 pháo 20 mm Berezin B-20 với 100 viên mỗi khẩu. Buồng lái được chuyển về đằng sau 0.4 m (1 ft 4 in) để cân bằng với phần mũi nặng nề. Động cơ được nâng cấp phải phù hợp với trang bị vũ khí, đã dẫn đến những vấn đề về động cơ quá nóng và phiên bản này không bao giờ vượt qua được giai đoạn chế tạo mẫu thử nghiệm.
- Yak-3T-57 - Yak-3T với một pháo 57 mm OKB-16-57.
- Yak-3TK - trang bị 1 động cơ VK-107A, và một turbocharger thoát khí.
- Yak-3U - Yak-3 trang bị động cơ hướng tâm Shvetsov ASh-82FN với công suất 1.380 kW (1.850 hp), đây là một cố gắng để tăng sức mạnh của máy bay mà không gặp phải vấn đề về nhiệt độ động cơ như VK-107 và VK-108. Sải cánh được tăng thêm 20 cm (8 in), cánh di chuyển 22 cm (9 in) về phía trước, buồng lái tăng thêm 8 cm (3 in). Vũ khí gồm 2 pháo 20 mm Berezin B-20 với 120 viên đạn mỗi khẩu. Mẫu thử nghiệm đạt đến tốc độ 682 km/h (424 mph) trên độ cao 6.000 m (19.680 ft) và trong khi đã thành công trong các thử nghiệm thì nó lại không được đưa vào sản xuất vì nó được hoàn thành say khi chiến tranh kết thúc.
- Yak-3UTI - phiên bản huấn luyện 2 chỗ sửa đổi dựa vào Yak-3U, trang bị động cơ pít-tông hướng tâm Shvetsov ASh-21. Chiếc máy bay này trở thành mẫu thử nghiệm cho Yak-11.

## Sản xuất cho mục đích dân sự
Từ năm 1991, một số nhỏ Yak-3 đã được Yakovlev sản xuất mới. Nó được trang bị động cơ Allison V-1710 và có tên gọi chính thức là Yak-3M. Chúng được xuất khẩu cho các nhà sưu tầm tư nhân ở Hoa Kỳ, Đức, Australia. Một số chiếc khác thì được cải tạo từ Yak-11 (cũng được trang bị động cơ Allison), và chúng cũng trở nên rất đại chúng trên thế giới.

## Các nước sử dụng
Phápphi đội Normandie-Niemen
 Ba LanKhông quân Quân đội Ba Lan
 Liên XôKhông quân Xô viết
 Nam TưKhông quân Nam Tư SFR
- Trung đoàn tiêm kích 111th (1944–1948)
- Trung đoàn tiêm kích 113th (1945–1948)
- Trung đoàn tiêm kích 112th (1945–1948)
- Trung đoàn tiêm kích 254th (1944–1948)
- Trung đoàn tiêm kích 83rd (1948–1952)
- Trung đoàn tiêm kích 116th (1948–1952)
- Trung đoàn hỗn hợp 185th (1949–1952)
- Trung đoàn tiêm kích 198th (1949–1952)
- Trung đoàn tiêm kích 204th (1949–1950)

## Thông số kỹ thuật (Yak-3)

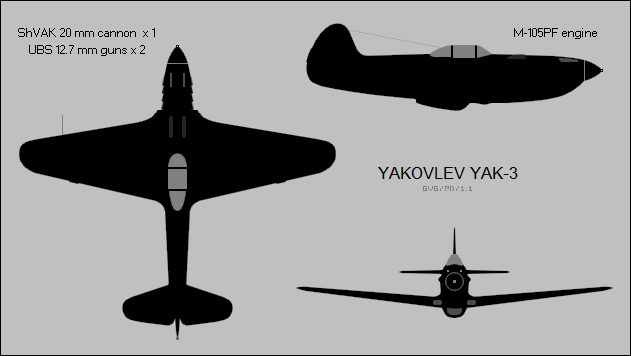
Yakovlev Yak-3

### Đặc điểm riêng
- Phi đoàn: 1
- Chiều dài: 8.5 m (27 ft 10 in)
- Sải cánh: 9.2 m (30 ft 2 in)
- Chiều cao: 2.39 m (7 ft 11 in)
- Diện tích : 14.85 m² (159.8 ft²)
- Trọng lượng rỗng: 2.105 kg (4.640 lb)
- Trọng lượng cất cánh: 2.692 kg (5.864 lb)
- Trọng lượng cất cánh tối đa: n/a
- Động cơ: 1 động cơ pít-tông làm lạnh bằng chất lỏng Klimov VK-105PF-2, công suất 962 kW (1.290 hp)

### Hiệu suất bay
- Vận tốc cực đại: 646 km/h (401 mph)
- Tầm bay: 650 km (405 miles)
- Trần bay: 10.700 m (35.000 ft)
- Vận tốc lên cao: 18.5 m/s (3.645 ft/min)
- Lực nâng của cánh: 181 kg/m² (36.7 lb/ft²)
- Lực đẩy/trọng lượng: 0.36 kW/kg (0.22 hp/lb)

### Vũ khí
- 1x pháo 20 mm ShVAK
- 2x súng 12.7 mm Berezin UBS

## Nội dung liên quan

### Máy bay có cùng sự phát triển
- Yak-1
- Yak-7
- Yak-9
- Yak-11
- Yak-15

### Máy bay có tính năng tương tự
- Messerschmitt Bf 109G
- Focke Wulf Fw 190
- Supermarine Spitfire Mk.IX
- P-63 Kingcobra
- P-51 Mustang

### Danh sách khác
- Danh sách máy bay trong Chiến tranh Thế giới II
- Danh sách máy bay tiêm kích